# Provincia Shirak

Localizarea provinciei în Armenia

Provincia Shirak (armeană Շիրակ) este o provincie situată în nord-vestul Armeniei. Capitala sa este orașul Gyumri.